# Gobernador de Nuevo León
El gobernador de Nuevo León es el titular el poder ejecutivo de dicha entidad federativa. Es elegido mediante voto directo y universal. Una vez electo, entra en funciones el 4 de octubre del año de la elección. Su cargo dura un periodo de seis años, sin posibilidad de reelección, inclusive si se accedió al cargo como sustituto, interino o provisional.
El gobernador es la cabeza de la Administración Pública centralizada y paraestatal del estado. Es auxiliado por un gabinete compuesto por varias secretarías, dependencias locales, organismos descentralizados y direcciones generales, los cuales tienen a su cargo diversas carteras de interés público, además de distintos asesores adscritos a la oficina de la gubernatura.

## Requisitos para aspirar al cargo
Según el artículo 82.º de la Constitución Política del Estado de Nuevo León se requieren tener los siguientes tres requisitos:
1. Tener la nacionalidad mexicana por nacimiento y haber nacido dentro del estado o con residencia dentro del mismo que no sea menor a cinco años antes de la elección.
2. Tener treinta años al momento de la elección.
3. No ser un militar activo u ocupar otros cargos públicos como funcionario dentro del Estado.

## Funciones

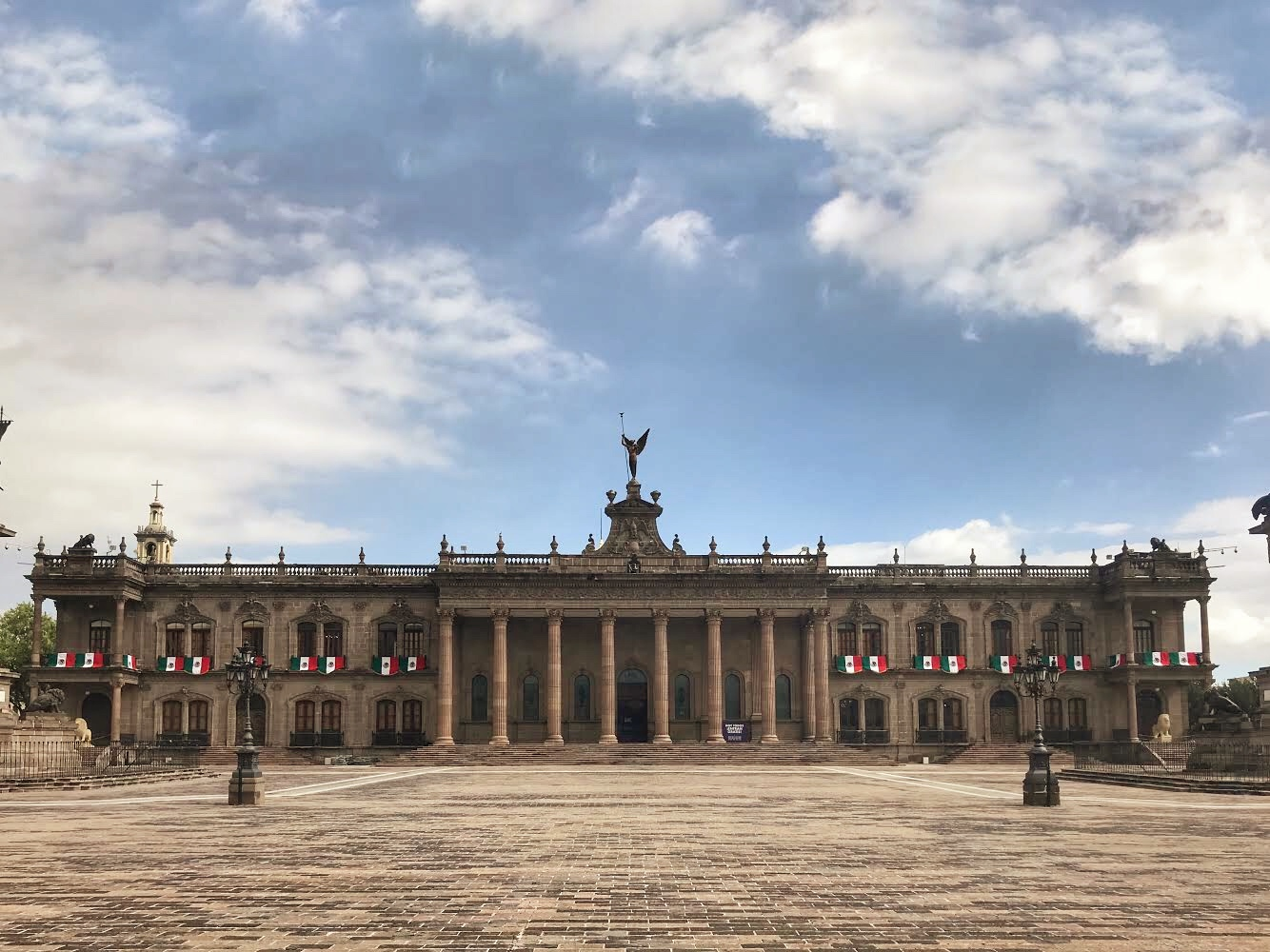
Palacio de Gobierno de Nuevo León.

En términos del artículo 85 de la Constitución Política del Estado de Nuevo León al Ejecutivo corresponde:

- Proteger la seguridad de las personas, bienes y derechos de los individuos y, al efecto, mantener la paz, tranquilidad y orden públicos en todo el Estado; • En caso de delito flagrante, y en los términos de la Ley, decretar la detención de cualquier persona, poniéndola inmediatamente a disposición de la autoridad o Juez competente;

- Nombrar y remover libremente a los titulares de las Dependencias que integran la Administración Centralizada, y de los organismos y entidades que integran el sector paraestatal y demás funcionarios y empleados cuyo nombramiento o remoción no esté determinado de otro modo en esta Constitución, la ley del Servicio Civil o en otras disposiciones aplicables.

- Auxiliar a los Tribunales del Estado para que la justicia se administre en forma pronta y expedita y para que se ejecuten las sentencias, prestando a aquéllos el apoyo que necesiten para el mejor ejercicio de sus funciones;

- Ejercer el presupuesto asignado al Ejecutivo aprobado por el Congreso con eficiencia, eficacia, economía, transparencia y honradez para satisfacer los objetivos del Estado a los que están destinados; contratar créditos previa Ley o Decreto del Congreso del Estado con las limitaciones que establece esta Constitución y las Leyes; garantizar las obligaciones que contraigan las entidades paraestatales y los Ayuntamientos del Estado. El titular del Ejecutivo dará cuenta al Congreso del Estado de los términos en que ejerza las atribuciones anteriores;

- Ejercer la superior inspección de la función ejecutiva.

- Imponer multas que no excedan del importe de un jornal o salario de un día o arresto hasta por treinta y seis horas, a los que desobedecieren sus órdenes o le faltaren al respeto debido en los términos del artículo 25 de esta Constitución;

- Conceder a los menores, con arreglo a las leyes, habilitación de edad para casarse;

- Comunicar al Congreso y al Poder Judicial del Estado, las Leyes Federales, circularlas y hacerlas cumplir;

- Publicar, circular, cumplir y hacer cumplir las leyes y demás disposiciones del Congreso del Estado, y ordenar y reglamentar en lo administrativo, lo necesario para su ejecución;

- Hacer observaciones a cualesquiera ley o disposición del Congreso dentro de los diez primeros días contados desde su recibo;

- Llevar las comunicaciones y relaciones del Estado con el Gobierno General y con las de los otros Estados;

- Como Jefe nato de la Guardia Nacional y demás fuerzas del Estado, cuidar de su instrucción con arreglo a las leyes y de que se use de ellas conforme al objeto de su institución;

- Pedir a la Diputación Permanente convoque al Congreso a Período Extraordinario de Sesiones cuando lo juzgue necesario;

- Visitar dentro del período de su Gobierno, todos los pueblos del Estado para conocer sus necesidades, remediar sus males y promover sus mejoras;

- Pasar al Procurador General de Justicia los asuntos que deban ventilarse ante los Tribunales para que ejercite las atribuciones de su ministerio;

- Derogada;

- Ordenar el uso de la fuerza pública municipal en los términos de los dispuesto por el Artículo 132 inciso h) de ésta Constitución, en aquellos casos que juzgue como de fuerza mayor o alteración grave del orden público;

- Expedir los títulos profesionales con arreglo a las leyes;

- Someter a la aprobación del Congreso del Estado, la propuesta que le presente respecto a los cargos de Magistrados del Tribunal Superior de Justicia, Magistrados del Tribunal de lo Contencioso Administrativo y Presidente de la Comisión Estatal de Derechos Humanos, de acuerdo con lo dispuesto por los artículos 63 fracción XXII, 98 y 99 de ésta Constitución;

- Presentar a la Legislatura a más tardar el día veinte de noviembre, el presupuesto de egresos del año siguiente, proponiendo los arbitrios para cubrirlo.

- Derogada;

- Rendir los informes a que se refiere la fracción XIII del Artículo 63;

- Someter a la aprobación del Congreso, la propuesta sobre los cargos de Procurador General de Justicia del Estado y de Secretario de Finanzas y Tesorero General del Estado, y en su caso expedir el nombramiento correspondiente.

- Nombrar, remover y cesar directamente a los Oficiales del Registro Civil de todos los Municipios del Estado; y establecer el número de ellos y su jurisdicción, atendiendo a las necesidades y crecimiento de la población;

- Conceder indulto en los términos de la ley respectiva y resolver sobre reducción de penas y retención, con arreglo a las leyes;

- Designar a un Consejero de la Judicatura del Estado de acuerdo con lo establecido en el artículo 94 de esta Constitución; y

- Ejercer las demás atribuciones que le confieran esta Constitución y las leyes.

## Restricciones
- Ausentarse del Estado por más de treinta días sin permiso del Congreso local o la Diputación permanente en su defecto.
- Desacatar alguna atribución que no esté prevista por ley o decreto.

## Sucesión del cargo
El cargo solo es renunciable por causa grave, que deberá ser calificada por el Congreso Local. En caso de muerte, destitución o renuncia, entraría como gobernador provisional del secretario general de Gobierno hasta que el congreso local nombre a uno sustituto o interino según sea el caso. Si el gobernador electo no se presentara el día de toma del cargo, el cargo sería tomado provisionalmente por el presidente del Congreso de Nuevo León.

## Gabinete de Nuevo León
El gobernador puede elegir y remover libremente a sus secretarios, que son titulares de las diecisiete dependencias centrales del gabinete de Nuevo León, las cuales son las siguientes:
| Dependencia                                           | Actual titular                |
| ----------------------------------------------------- | ----------------------------- |
| Secretaría General de Gobierno                        | Javier Navarro Velasco        |
| Secretaría de Finanzas y Tesorería General del Estado | Carlos Alberto Garza Ibarra   |
| Secretaría de Seguridad                               | Gerardo Saúl Palacios Pámanes |
| Secretaría de Educación                               | Sofialecticia Morales Garza   |
| Secretaría de Salud                                   | Alma Rosa Marroquin Escamilla |
| Secretaría de Igualdad e Inclusión                    | Martha Herrera González       |
| Secretaría de Administración                          | Gloria María Morales Martínez |
| Secretaría de Medio Ambiente                          | Alfonso Martínez Muñoz        |
| Contraloría y Transparencia Gubernamental             | María Teresa Herrera Tello    |
| Secretaría de Desarrollo Regional y Agropecuario      | Marco Antonio González Valdés |
| Secretaría de Participación Ciudadana                 | Ximena Peredo Rodríguez       |
| Secretaría de Economía                                | Iván Rivas Rodríguez          |
| Secretaría de Trabajo                                 | Federico Rojas Veloquio       |
| Secretaría de Movilidad y Planeación Urbana           | Hernán Villareal Rodríguez    |
| Secretaría de Cultura                                 | Melissa Segura Guerrero       |
| Secretaría de las Mujeres                             | Alicia Leal Puerta            |
| Secretaría de Turismo                                 | Maricarmen Martínez Villareal |